# Catedral de Santa María (Kilkenny)
La Catedral de Santa María o simplemente Catedral de Kilkenny (en inglés: St Mary's Cathedral) es la iglesia catedral de la diócesis de Ossory. Se encuentra en Kilkenny, en Irlanda.

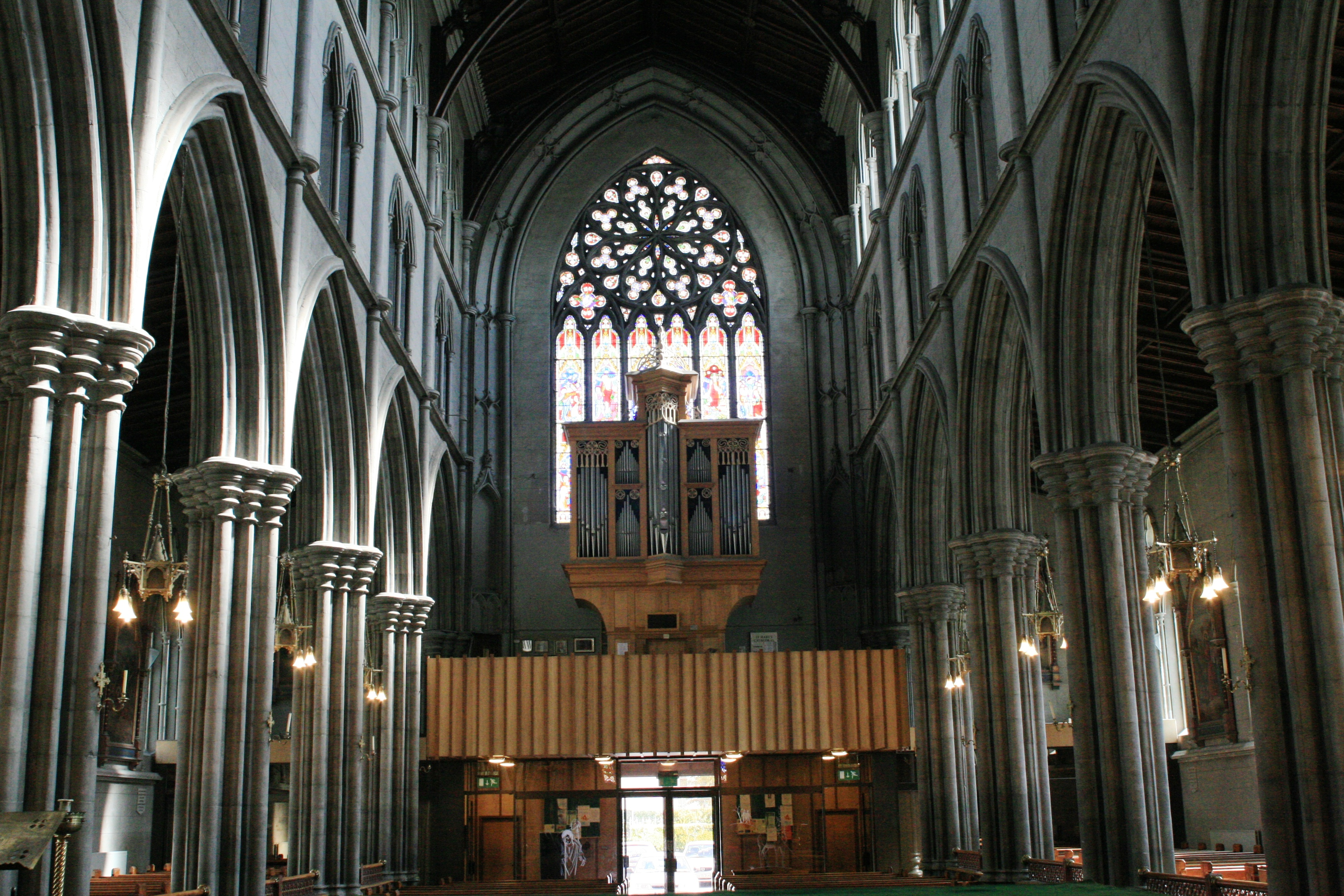
Vista interna

Santa María fue diseñada por William Deane Butler (c.1794-1857). Fue elegida por el Obispo William Kinsella (1793-1845) promotor de la construcción de Santa María, en febrero de 1842. Las obras se iniciaron en abril de 1843 y se terminaron en 1857. El domingo 4 de octubre de 1857 tuvo lugar su apertura, que consistió de una gran ceremonia de dos horas y tres cuartos que se inició a las 6:15. La construcción tuvo un coste estimado se estima de 25 000 £.
Santa María está hecha de piedra caliza cortada que se extrajo localmente. La catedral tiene una planta cruciforme y su estilo se describe como del primer gótico inglés.